# Borok (rejon diemidowski)
Borok (ros. Борок) – wieś (ros. деревня, trb. dieriewnia) w zachodniej Rosji, w osiedlu wiejskim Titowszczinskoje rejonu diemidowskiego w obwodzie smoleńskim.

## Geografia
Miejscowość położona jest przy drodze regionalnej 66N-0517 (66N-0509 – Borok – 66N-0505), 19,5 km od centrum administracyjnego osiedla wiejskiego (Titowszczina), 17,5 km od centrum administracyjnego rejonu (Diemidow), 57 km od stolicy obwodu (Smoleńsk), 51 km od granicy z Białorusią.
W granicach miejscowości znajdują się ulice: Surkowa, pierieułok 1-yj Surkowa, pierieułok 2-oj Surkowa, pierieułok 3-ij Surkowa.

## Demografia
W 2010 r. miejscowości nikt nie zamieszkiwał.

## Historia
W czasie II wojny światowej od lipca 1941 roku dieriewnia była okupowana przez hitlerowców. Wyzwolenie nastąpiło we wrześniu 1943 roku.
Na mocy uchwały z dnia 28 maja 2015 roku wszystkie miejscowości (w tym Borok) zlikwidowanej jednostki administracyjnej Szapowskoje weszły w skład osiedla wiejskiego Titowszczinskoje.